# Harriotta haeckeli
Harriotta haeckeli är en broskfiskart som beskrevs av Karrer 1972. Harriotta haeckeli ingår i släktet Harriotta och familjen Rhinochimaeridae. IUCN kategoriserar arten globalt som otillräckligt studerad. Inga underarter finns listade i Catalogue of Life.
Arten är känd från olika från varandra skilda havsområden. Den hittades bland annat vid Kanada, Grönland och Kanarieöarna i Atlanten samt vid södra Australien och Nya Zeeland i Stilla havet. Individer upptäcktes i 1114 till 2603 meter djupa hav.
När bihanget på stjärtfenan inte medräknas var den största kända individen 72 cm lång. Hannar blir könsmogna när de är cirka 45 cm långa och honor vid en längd av ungefär 60 cm. Honor lägger antagligen ägg liksom hos andra familjemedlemmar.